# 朱觀煐
高密昭和王朱觀煐（1515年3月1日—1540年6月19日），明朝魯藩第三代高密王，高密安简王朱健栻的嫡長子，母妃王氏。

## 生平
正德十年正月二十三日（1515年3月1日）生。嘉靖十五年（1536年），高密安简王朱健栻去世。嘉靖十八年七月二十六日（1539年8月9日），朱觀煐獲准襲封高密王。
朱健楸尚未接受冊封，即於嘉靖十九年五月十五日（1540年6月19日）去世，享年二十六歲，谥号昭和。七年後，嫡長子朱颐封襲爵。

## 家庭

### 妻
- 妃严氏，严讷之女

### 子
- 嫡長子：高密王朱颐封

### 女
- 长女：安貴縣主
- 第二女：奉符縣主[3]

## 圹誌
朱觀煐葬地在今山東省鄒城市太平镇橫河村東，圹誌現藏於孟廟泰山氣象門東側北壁。

[篆蓋]御赐鲁藩高密昭和王圹誌

[誌文]高密昭和王圹誌銘

王讳观煐，乃高密安简王长子。母妃王氏，嫡生于大明正德十年正月二十三日，嘉靖十八年七月二十六日准封高密王爵。册封未到，嘉靖十九年五月十五日以疾薨，享年二十六岁。于嘉靖二十三年四月初一日御赐谥号曰：高密昭和王。妃严氏，乃兖曹邑民严讷之女。子一人颐封，嘉靖二十六年正月十七日册封高密王。女二人，未封。

上闻讣，伤悼，命有司治丧葬如制。王生前孝能继武而德与文同。今兹逝矣，东宫及在京文武官皆致祭焉。以嘉靖二十九年五月二十一日，葬于鲁城南横河东之原。

御制铭曰：呜呼！王以宗室之亲，为国藩辅。荣赐王爵，未及显封。兹以令终，夫复何憾！爰述其概，纳诸幽圹，用垂不朽云。